# Daniil Goriachev
Daniil Goriachev est un curleur russe né le 12 janvier 1995 à Saint-Pétersbourg.

## Biographie
Daniil Goriachev est médaillé d'or au Championnat du monde mixte de curling 2016 à Kazan.
Il remporte la médaille de bronze au Championnat du monde mixte de curling 2018 à Kelowna et la médaille d'argent au Championnat du monde double mixte de curling 2018 à Östersund avec Maria Komarova.